# Sen Yan's Devotion
Sen Yan's Devotion er en britisk stumfilm fra 1924 instrueret af A.E. Coleby.

## Medvirkende
- Sessue Hayakawa som Sen Yan
- Tsuru Aoki
- Fred Raynham som Lutan Singh
- Jeff Barlow som Huo Sang
- Fred Raynham som Lutan Singh
- Tom Coventry som Li Chang
- Johnny Butt som O Ming
- Henry Nicholls-Bates som Wung Li